# Mosselkreeftjes
Mosselkreeftjes (Ostracoda) (van het Gr. ostrakoodès = schelpachtig) vormen een zeer grote ondergroep van de kreeftachtigen. Ze bezitten een tweekleppige schaal en zijn belangrijke gidsfossielen.

## Beschrijving
Het lichaam van een mosselkreeftje bestaat uit een kop (cephalon) dat van het borststuk (thorax) afgescheiden is door een lichte vernauwing. Er is geen duidelijke segmentatie. Het achterlijf (abdomen) is geregresseerd of zelfs helemaal afwezig. In volwassen exemplaren zijn de gonaden verhoudingsgewijs groot. Met inbegrip van het mannelijke copulatieorgaan, bezitten mosselkreeftjes 6 tot 8 paar aanhangsels.

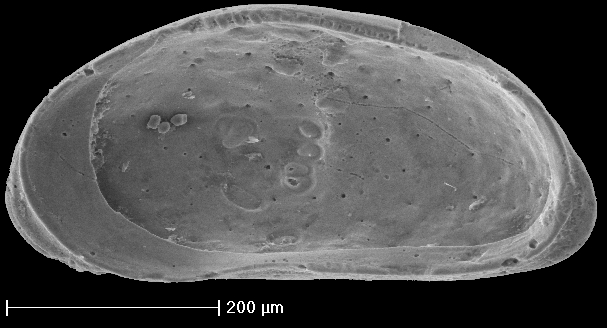
Ostracode-schelpje

Het meest uitgesproken kenmerk van de Ostracoda is de tweekleppige carapax. Dit is zeer variabel in vorm en versiering (glad, met putjes, richels, groeven, stekels enz.), en in vele orden is deze chitineuze schaal verkalkt. De kleppen kunnen gesloten worden door een sluitspier.
Mosselkreeftjes lijken oppervlakkig wel wat op Spinicaudata (vroeger ondergebracht bij de Conchostraca), maar deze laatsten bezitten duidelijke groeiringen op hun carapax. En ook wat extremiteiten betreft zijn er aanzienlijke verschillen. Ostracoda hebben het minst aantal aanhangsels van alle groepen kreeftachtigen. De vier tot vijf kopaanhangsels worden gevolgd door één tot drie romppootjes. Op het eerste gezicht ontbreken de tweede maxillen (maxillae) maar dat is slechts schijn daar het vijfde paar aanhangsels in feite sterk gemodifieerde maxillae zijn. Het derde paar rompaanhangsels bevat een gonopore en vormt hiermee het zogenaamde copulatieorgaan.

De meeste soorten zijn tussen 0,1 en 2,0 mm, doch reuzen van het in zee levend geslacht Gigantocypris kunnen tot 32 mm lang worden.

## Voorkomen
Mosselkreeftjes zijn een van de meest talrijke kreeftachtigen. 13.000 recente en meer dan 65.000 fossiele soorten werden beschreven. De meeste Ostracoda leven in zee en behoren tot het benthos, alhoewel sommige soorten deel uitmaken van het zoöplankton. Gewoonlijk zeven zij voedseldeeltjes uit het water; enkele soorten zijn rovers. Vooral in de orde Podocopida zijn ook zoetwatersoorten te vinden en zelfs een aantal soorten die voorkomen in de vochtige bodem van regenwouden.
In de Europese wateren leven meer dan 370 soorten, waaronder
- Cythere lutea Müller, 1785 (familie Cytheridae)
- Cytherura gibba (Müller, 1785) (familie Cytheruridae)
- Semicytherura nigrescens (Baird, 1838) (familie Cytheruridae)
- Heterocythereis albomaculata (Baird, 1838) (familie Hemicytheridae)¨
- Leptocythere (familie Leptocytheridae)
- Loxoconcha impressa (Baird) (familie Loxoconchidae)
- Loxoconcha rhomboidea (Fischer, 1855) (familie Loxoconchidae)
- Hirschmannia viridis Müller, 1785 (familie Loxoconchidae)
- Cytherois fischeri Sars, 1866 (familie Paradoxostomatidae)
- Paradoxostoma variabile (Baird, 1835) (familie Paradoxostomatidae)
- Xestoleberis aurantia (Baird, 1838) (familie Xestoleberididae)

## Fossiele Ostracoda
Ostracoda zijn al gekend sedert het Cambrium en de vele fossielen zijn goed gedocumenteerd. Een zonatie schema, gebaseerd op gaatjesdragers en mosselkreeftjes, werd door M. B. Hart samengesteld. Mosselkreeftjes zijn in het bijzonder bruikbaar voor de biozonatie van mariene strata. Ze zijn ook uitstekende indicatoren voor het bestuderen van het paleomilieu, vanwege hun wijdverbreide voorkomen, kleine afmetingen en goede fossiliseerbaarheid.

### Fossiele geslachten
- Dizygopleura
- Bollia
- Kirkbyella
- Glyptopleura
- Cythereis
- Cytherelloidea

## Taxonomie
De klasse is als volgt onderverdeeld:
- Onderklasse Myodocopa Sars, 1866
  - Orde Myodocopida Sars, 1866
    - Onderorde Myodocopina Sars, 1866
      - Superfamilie Cypridinoidea Baird, 1850
        - Familie Cypridinidae Baird, 1850

      - Superfamilie Cylindroleberidoidea Müller, 1906
        - Familie Cylindroleberididae Müller, 1906

      - Superfamilie Sarsielloidea Brady & Norman, 1896
        - Familie Philomedidae Müller, 1906
        - Familie Rutidermatidae Brady & Norman, 1896
        - Familie Sarsiellidae Brady & Norman, 1896

  - Orde Halocyprida Dana, 1853
    - Onderorde Cladocopina Sars, 1865
      - Superfamilie Polycopoidea Sars, 1865
        - Familie Polycopidae Sars, 1865

    - Onderorde Halocypridina Dana, 1853
      - Superfamilie Halocypridoidea Dana, 1853
        - Familie Halocyprididae Dana, 1853

      - Superfamilie Thaumatocypridoidea Müller, 1906
        - Familie Thaumatocyprididae Müller, 1906
- Onderklasse Podocopa Müller, 1894
  - Orde Platycopida Sars, 1866
    - Familie Cytherellidae Sars, 1866

  - Orde Palaeocopida Henningsmoean, 1953
    - Familie Punciidae Hornibrook, 1949

  - Orde Podocopida Sars, 1866
    - Onderorde Bairdiocopina Sars, 1865
      - Superfamilie Bairdioidea Sars, 1865
        - Familie Bairdiidae Sars, 1865
        - Familie Bythocyprididae Maddocks, 1969

    - Onderorde Cypridocopina Jones, 1901
      - Superfamilie Cypridoidea Baird, 1845
        - Familie Candonidae Kaufmann, 1900
        - Familie Cyprididae Baird, 1845
        - Familie Ilyocyprididae Kaufmann, 1900
        - Familie Notodromadidae Kaufmann, 1900

      - Superfamilie Macrocypridoidea Müller, 1912
        - Familie Macrocyprididae Müller, 1912

      - Superfamilie Pontocypridoidea Müller, 1894
        - Familie Pontocyprididae Müller, 1894

    - Onderorde Cytherocopina Baird, 1850
      - Superfamilie Cytheroidea Baird, 1850
        - Familie Australocytherideidae Hartmann, 1980
        - Familie Berounellidae Sohn & Berdan, 1960 †
        - Familie Bythocytheridae Sars, 1866
        - Familie Cobanocytheridae Schornikov, 1975
        - Familie Cuneocytheridae Mandelstam, 1959
        - Familie Cushmanideidae Puri, 1973
        - Familie Cytheralisonidae Jellinek & Swanson, 2003
        - Familie Cytherettidae Triebel 1972
        - Familie Cytheridae Baird, 1850
        - Familie Cytherideidae Sars, 1925
        - Familie Cytheromatidae Elofson, 1939
        - Familie Cytheruridae Müller, 1894
        - Familie Entocytheridae Hoff, 1942
        - Familie Eucytheridae Puri, 1954
        - Familie Hemicytheridae Puri, 1953
        - Familie Kliellidae Schäfer, 1945
        - Familie Krithidae Mandelstam, 1958
        - Familie Leptocytheridae Hanai, 1957
        - Familie Limnocytheridae Klie, 1938
        - Familie Loxoconchidae Sars, 1925
        - Familie Microcytheridae Klie, 1938
        - Familie Neocytherideidae Puri, 1957
        - Familie Paradoxostomatidae Brady & Norman, 1889
        - Familie Parvocytheridae Hartmann, 1959
        - Familie Pectocytheridae Hanai, 1957
        - Familie Psammocytheridae Klie, 1938
        - Familie Saididae Aranki, McKenzie, Reyment & Reyment 1992
        - Familie Schizocytheridae Howe, 1961
        - Familie Thaerocytheridae Hazel, 1967
        - Familie Trachyleberididae Sylvester-Bradley, 1948
        - Familie Xestoleberididae Sars, 1928

      - Superfamilie Terrestricytheroidea Schornikov, 1969
        - Familie Terrestricytheridae Schornikov, 1969

    - Onderorde Darwinulocopina Sohn, 1988
      - Superfamilie Darwinuloidea Brady & Norman, 1889
        - Familie Darwinulidae Brady & Norman, 1889

    - Onderorde Sigilliocopina Martens, 1992
      - Superfamilie Sigillioidea Mandelstam, 1960
        - Familie Saipanettidae Mackenzie, 1968
        - Familie Sigilliidae Mandelstam, 1960
- Onderklasse Palaeocopa
  - Orde Palaeocopida
    - Familie Pseudoparaparchitidae  †
    - Familie Tricorninidae †
    - Onderorde Beyrichicopina †
      - Superfamilie Drepanelloidea  †
        - Familie Bolliidae  †

    - Onderorde Hollinomorpha  †
    - Onderorde Kirkbyocopina  †
    - Onderorde Kloedenellocopina  †
- Onderklasse Bradoriida †

## Taxonomische indeling volgens <WoRMS>

### Onderklassen
- Bradoriida †
- Myodocopa
- Palaeocopa
- Podocopa

### Superfamilie
- Leperditelloidea Ulrich & Bassler, 1906 †

Er is nog onduidelijkheid over de taxonomische indeling van de in <WoRMS> beschreven geslachten ('incertae sedis'), Zie: WoRMS - World Register Of Marine Species